# Kinkakudži
Kinkakudži (japonsky: 金閣寺, Chrám zlatého pavilonu) je běžné označení pro Rokuondži (鹿苑寺, Chrám jelení zahrady) chrám v Kjótu, Japonsko. Budova byla původně postavena v roce 1397 a měla sloužit jako obydlí pro rezignovavšího šóguna Ašikaga Jošimicua. Jeho syn přeměnil budovu v buddhistický chrám patřící zenové sektě Rinzai. Chrám byl několikrát vypálen během války Ónin.
Nejznámější součástí chrámu je Zlatý pavilon (金閣, kinkaku) ležící v chrámových zahradách. Pavilon je dvoupatrová budova, jejíž přízemí je zbudováno v aristokratickém stylu šinden-zukuri, první patro ve stylu buke-zukuri a druhé patro je čistě zenová architektura. První a druhé patro je zcela pokryto tenkými plátky čistého zlata, což značně zvyšuje hodnotu stavby. Ve Zlatém pavilonu jsou také uchovávány části ostatků Buddhy. Na střeše pavilonu je zlatý fengchuang neboli „čínský fénix“ (鳳凰 hóó).
V roce 1950 byl chrám podpálen psychicky nemocným mnichem. Tato událost inspirovala v roce 1956 Jukio Mišimu k napsání knihy Zlatý pavilon. Současná stavba je dokonalou replikou z roku 1955.
Kinkakudži bylo v roce 1994, spolu s dalšími památkami v okolí Kjóta, zapsáno na Seznam světového dědictví UNESCO pod společným názvem Památky starobylého Kjóta.

## Fotogalerie

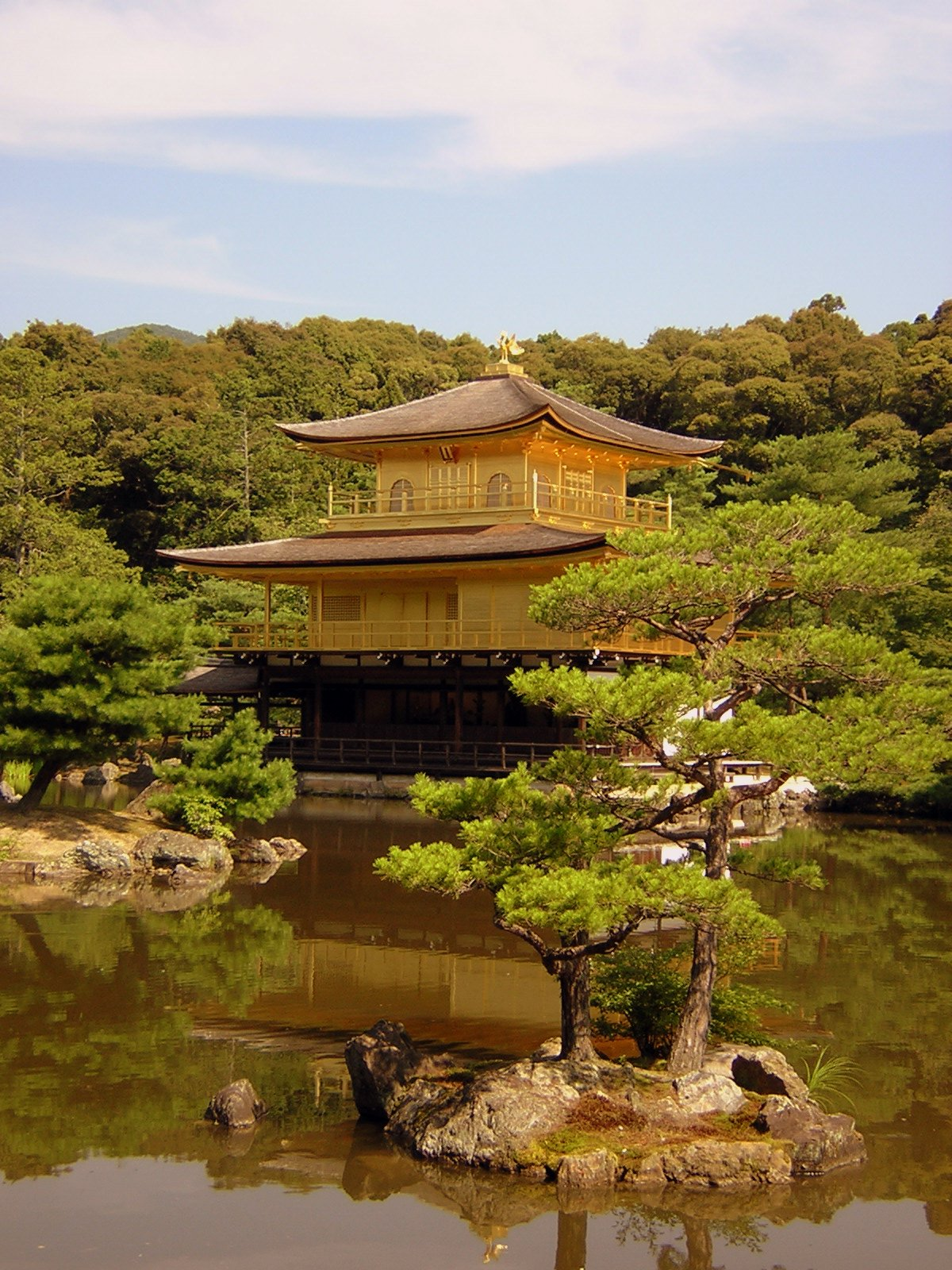
Chrám Zlatého pavilonu
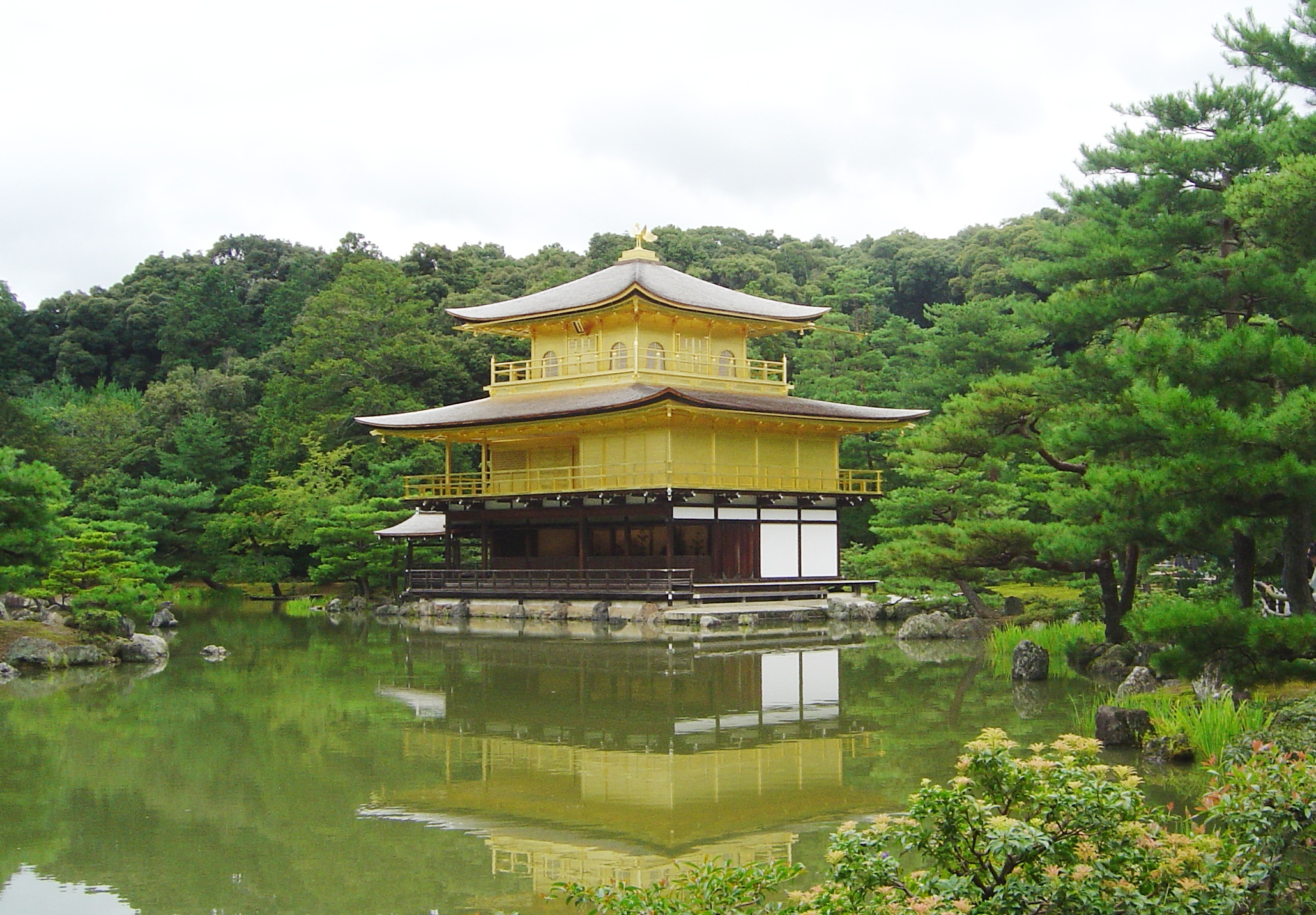
Kinkaku-dži, Zlatý pavilon
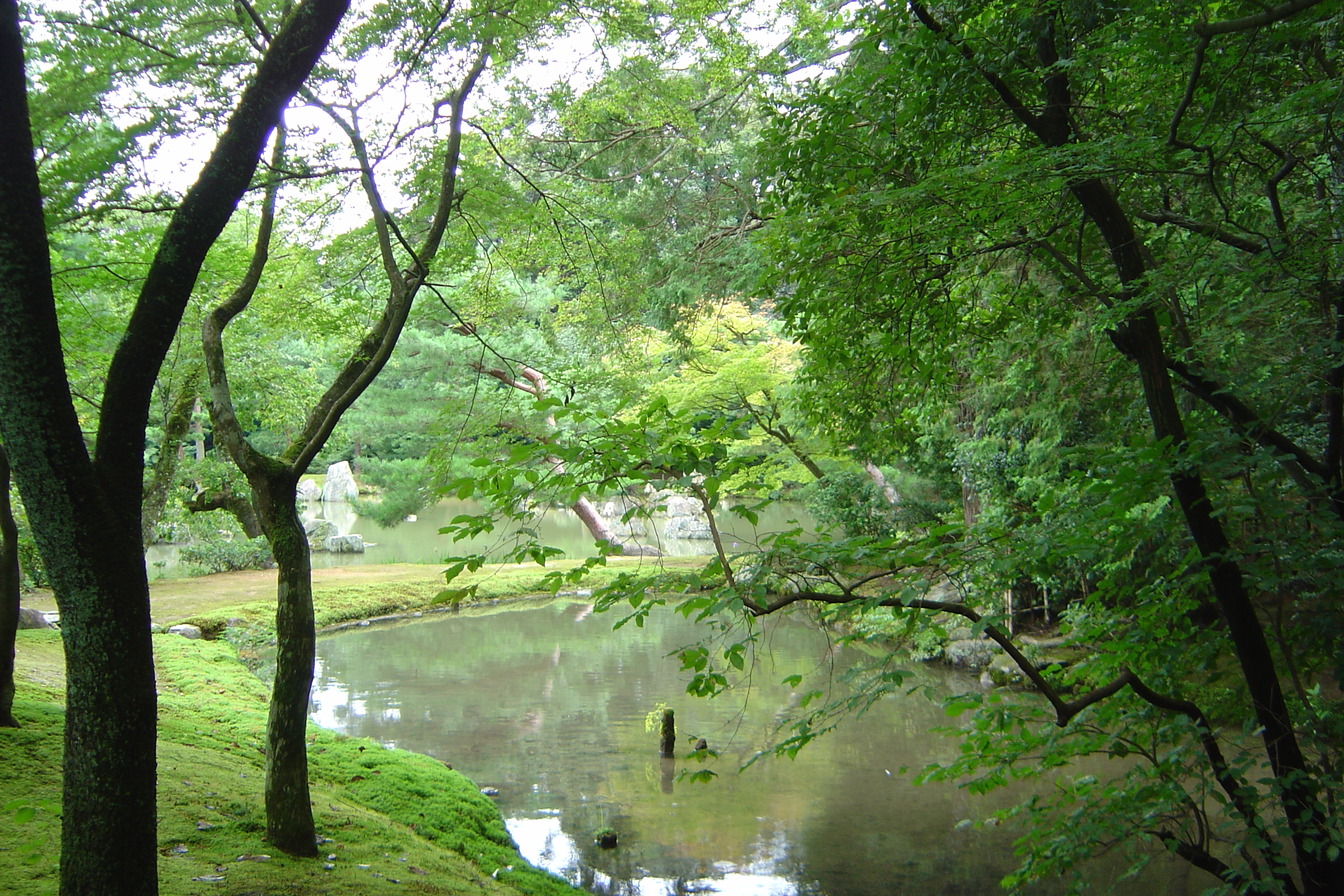
Zahrady Kinkaku-dži
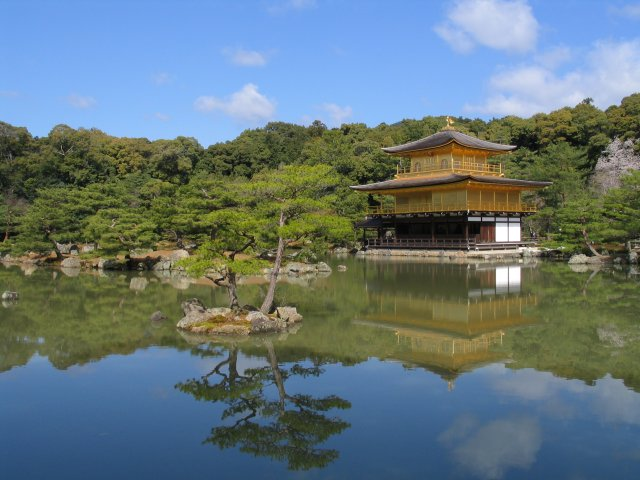
Kinkaku-dži - pohled přes vodu